# 31674 Westermann
31674 Westermann è un asteroide della fascia principale. Scoperto nel 1999, presenta un'orbita caratterizzata da un semiasse maggiore pari a 2,847027 UA e da un'eccentricità di 0,069668, inclinata di 14,313965° rispetto all'eclittica. Ha un diametro di 5,481 km e un periodo di rotazione di 6,943 ore.